# 廣田裕司
廣田 裕司（ひろた ゆうじ、1984年9月6日 - ）は、秋田放送のアナウンサー。

## プロフィール
兵庫県の出身で、石川県金沢市を経て、高校卒業まで新潟県新潟市で過ごした。新潟県立新潟高等学校を経て、東京外国語大学外国語学部英語学科へ進学。大学卒業後の2007年4月1日付で、尾崎朋美と共に、アナウンサーとして秋田放送へ入社した。
学生時代からサッカーへの造詣が深く、新潟市立小針中学校への在学中には、新潟県代表として出場した第30回全国中学校サッカー大会で3位を経験。高校時代にはサッカー部の副主将、大学時代には主将を務めた。秋田放送への入社後も、高校野球やサッカーなど、秋田県内のスポーツに関する番組や取材を担当。スポーツ中継で実況した種目は、サッカー・野球・バスケットボール・バレーボール・陸上競技・水泳・柔道・相撲・スキー・綱引き・ダンスなど、多岐に及んでいる。
2018年8月の第100回全国高等学校野球選手権記念大会期間中には、秋田代表として大会に出場した秋田県立金足農業高等学校が準決勝へ残ったことを受けて、準決勝の当日（20日）に『おはようパーソナリティ道上洋三です』（朝日放送ラジオ平日早朝の生ワイド番組）内の「スポーツの話題」（7時台後半のコーナー）へ電話で出演。パーソナリティ代理の堀江政生（朝日放送テレビアナウンサー）を相手に、金足農業高校の快進撃で盛り上がる秋田市内の様子を伝えた。同校が秋田勢としては103年振りに準決勝を突破したことから、翌21日には、阪神甲子園球場で催された大阪桐蔭高校との決勝戦を休暇扱いで急遽観戦。22日には、他の業務との兼ね合いで早朝から秋田へ戻る予定だったにもかかわらず、同番組のオープニング（6時台後半）にスタジオゲストとして登場した。

## 担当番組
太字は、担当中

### テレビ
- ABS news every.（スポーツキャスター）
- 各種スポーツ中継
- さきがけABSニュース（不定期）
- J-Hits COUNTDOWN2009年7月マンスリーパーソナリティ
- ゆうドキっ!（水曜担当　及び　「勉強になります」担当）
- フラフリam
- Newsリアルタイムあきた（メインキャスター代理、2009年11月12日・13日）
- 週刊エビス堂（「勉強になります」等）
- あさ採りワイド秋田便（月・火曜日パーソナリティ）
- エビス堂☆金（司会、2016年4月1日 - 2020年3月20日）
- えび☆ステ（司会、2020年4月3日 - 2021年3月26日）

### ラジオ
- なんてったって日曜はスポーツ（不定期）